# William Pell
William Pell (* 16. August 1947 in Denver, Colorado; † 26. Juli 2003 in Nashville, Tennessee) war ein US-amerikanischer Opernsänger (Tenor, zuvor Bariton).

## Leben
Nach der Ausbildung am Konservatorium von Baltimore und an der Manhattan School of Music New York begann Pell eine Laufbahn als Bariton und sang die Titelpartien in Mozarts Don Giovanni und Le nozze di Figaro, aber auch den Germont in Verdis La traviata.
Ab 1975 begann er mit Tenorpartien, etwa dem Rodolfo in La Bohème. Bald begann er auch im Wagner-Fach. Seit 1982 war er an der Deutschen Oper Berlin (Intendanz: Götz Friedrich; Generalmusikdirektor: Jesús López Cobos) engagiert. Hier sang er auch die Uraufführung der Oper Oedipus von Wolfgang Rihm (1987) und bei den Schwetzinger Festspielen in Rudolf Kelterborns Ophelia. In Frankfurt a. M. wirkte er in der Uraufführung der Oper Stephen Climax von Hans Zender mit (1986). Beim Festival dei Due Mondi in Spoleto 1987 hatte er in der Titelrolle des Parsifal großen Erfolg und sang dort auch 1988 den Laça in Leoš Janáčeks Jenůfa. Dann gastierte er als Bacchus in Ariadne auf Naxos und als Alwa in Lulu. 1988 wurde er in Berlin auch als Siegfried im Ring des Nibelungen besetzt und als Kudryash in Katja Kabanowa. Bei den Bayreuther Festspielen sang er ab 1989 drei Saisonen den Parsifal, 1989 auch den Walther von der Vogelweide im Tannhäuser.